# Дир-Лейк (аэропорт)
Региональный аэропорт Дир-Лейк (англ. Deer Lake Regional Airport) — канадский аэропорт, расположенный на востоке от города Дир-Лейк в провинции Ньюфаундленд и Лабрадор.

## История

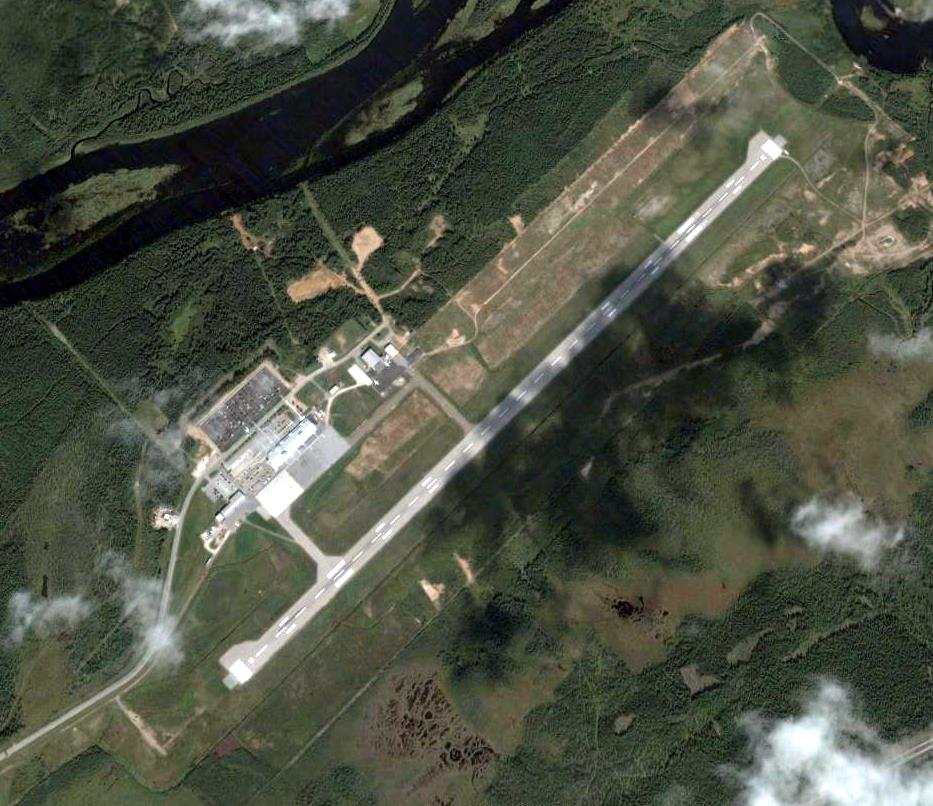
Снимок аэропорта из космоса

Аэропорт был построен осенью 1955 года.
В 1956 году авиакомпания Eastern Provincial Airways начала выполнять рейсы на самолётах Lockheed 10A.
Здание аэровокзала было построено в 1963 году, и неоднократно перестраивалось. Так в июне 2007 года терминал аэропорта был реконструирован, чтобы обслуживать возрастающий пассажиропоток.
В 2008 года завершилась реконструкция перрона и рулежной дорожки.
В 2020 году, во время эпидемии коронавируса пассажиропоток в аэропорту упал на 97 %.

## Взлётно-посадочная полоса
В 1955 году, когда аэропорт был построен, его взлётно-посадочная полоса была покрыта гравием и имела длину 1219 метров, но затем её аэропорта неоднократно реконструировали и увеличивали: В 1959 году увеличили до 1524 метров, а спустя 5 лет, в 1964 году — вымостили. В 1973 году полосу увеличили до 1829 метров. Следующая реконструкция прошла в 1993 году, и в 2010 полоса стала длиной 2440 метров.
PCN взлётно-посадочной полосы 54/F/A/W/T.

## Авиакомпании и направления

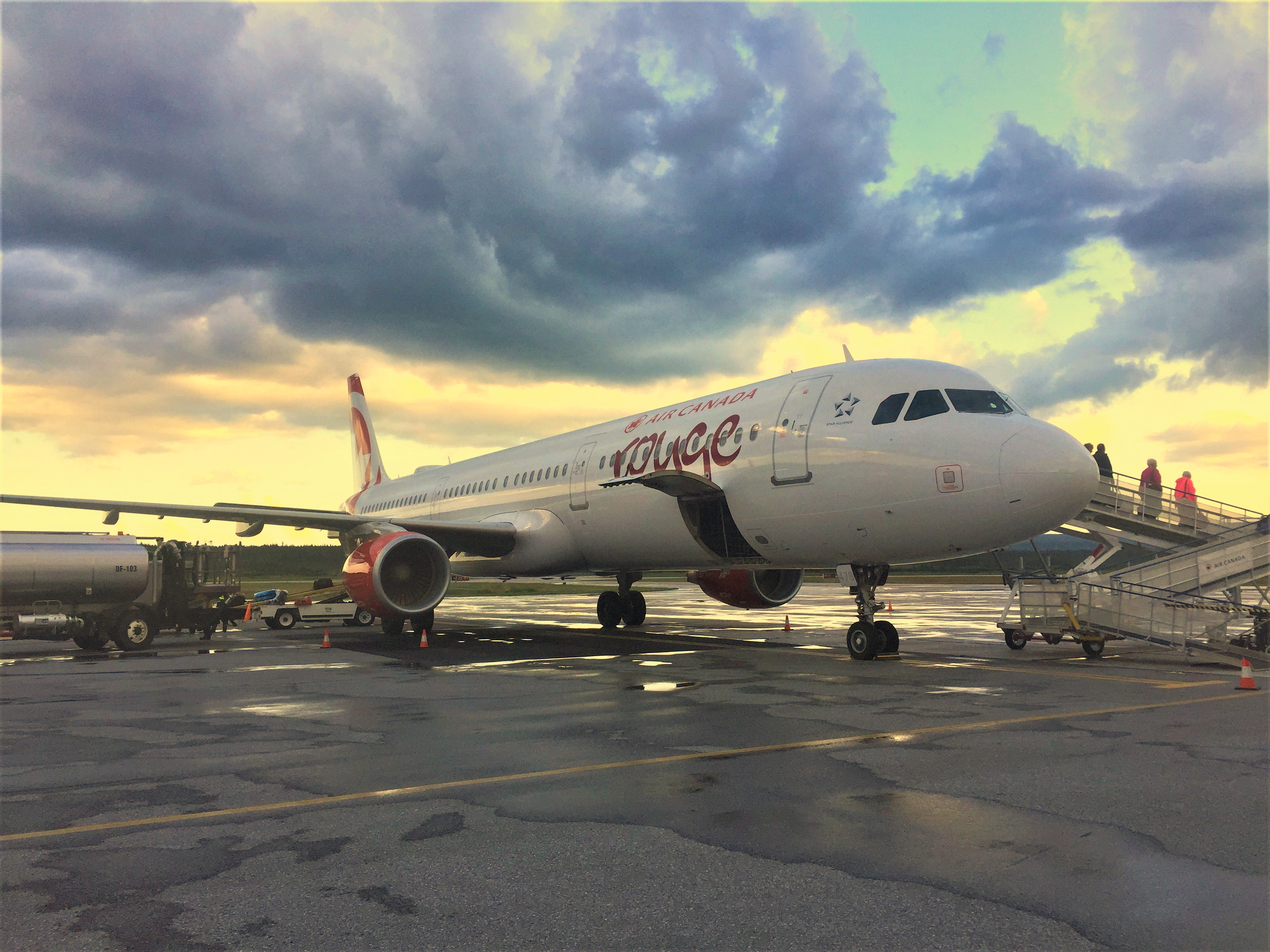
Обслуживание самолёта Airbus A321 авиакомпании Air Canada Rouge

Основные авиакомпании выполняющие рейсы в аэропорту:

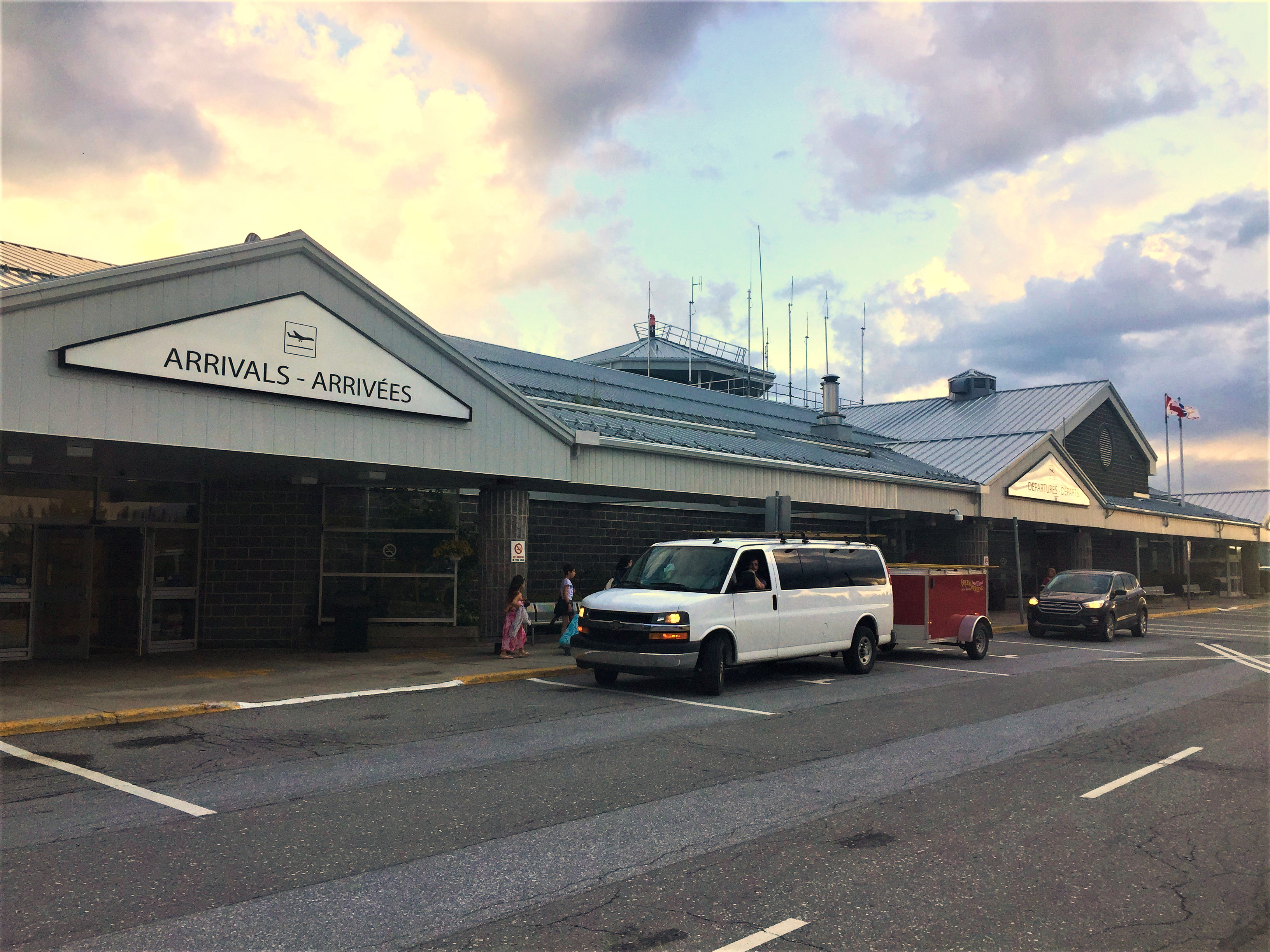
Терминал аэропорта

- Air Canada
- PAL Airlines
- Sunwing Airlines
- WestJet